# Arno Schwarz
Arno Christoph Schwarz (5 agosto 1996) è un giocatore di football americano austriaco, di ruolo kicker.
Gioca fin dagli esordi nei Tirol Raiders (eccettuata la stagione 2020, in cui avrebbe dovuto vestire la maglia dei Potsdam Royals), con i quali ha vinto 3 titoli nazionali, 3 CEFL Bowl e 2 ECTC. Ha seguito i Raiders nel passaggio alla lega semiprofessionistica ELF.